# Parinya Chamnanjan
Parinya Chamnanjan (ur. 13 marca 2001) – tajski zapaśnik walczący w obu stylach. Zajął siedemnaste miejsce na igrzyskach azjatyckich w 2022. Jedenasty na mistrzostwach Azji w 2020. Brązowy medalista igrzysk Azji Południowo-Wschodniej w 2021 i 2023. Drugi i trzeci na mistrzostwach Azji Południowo-Wschodniej w 2022 roku.